# Mihaela Botezan
Mihaela Maria Botezan, verheiratete Mihaela Maria Botezan-Prunduș, (* 21. November 1976 in Ocna Mureș, Kreis Alba) ist eine ehemalige rumänische Leichtathletin.

## Leben
Sie wurde 2000 Landesmeisterin im Crosslauf auf der Langstrecke und im Halbmarathon. Im selben Jahr trat sie auch erstmals international in Erscheinung, als sie bei den 20 km von Paris Zweite wurde. Kurze Zeit später belegte sie bei den Halbmarathonweltmeisterschaften in Veracruz den sechsten Platz und gewann gemeinsam mit Lidia Șimon und Cristina Pomacu die Mannschaftswertung.
Bei den Leichtathletik-Weltmeisterschaften 2001 in Edmonton belegte Botezan den fünften Rang im 10.000-Meter-Lauf. Über dieselbe Distanz wurde sie bei den Leichtathletik-Europameisterschaften 2002 in München Vierte. Darüber hinaus erreichte sie dort im 5000-Meter-Lauf den sechsten Platz. Bei den Halbmarathon-Weltmeisterschaften 2002 in Brüssel belegte sie in persönlicher Bestleistung von 1:09:24 h den vierten Rang.
2003 versuchte sie sich erstmals auf der Marathondistanz. Beim London-Marathon wurde sie in 2:25:32 h Neunte in einem außergewöhnlich stark besetzten Rennen, bei dem die Siegerin Paula Radcliffe einen Fabelweltrekord aufstellte. Bei den Leichtathletik-Weltmeisterschaften in Paris/Saint-Denis erreichte Botezan im Marathon nur Platz 51 und wurde über 10.000 m Dreizehnte. Im Jahr darauf belegte bei den Olympischen Spielen in Athen den elften Platz im 10.000-Meter-Lauf, und bei den Halbmarathon-Weltmeisterschaften in Neu-Delhi wurde sie Zehnte und gewann Silber in der Mannschaftswertung.
2005 belegte sie beim Osaka Women’s Marathon den siebten und beim Tokyo International Women’s Marathon den zehnten Platz. Nachdem sie bei den Leichtathletik-Weltmeisterschaften in Helsinki mit dem 23. Platz im 10.000-Meter-Lauf enttäuscht hatte, wurde sie bei den Halbmarathon-Weltmeisterschaften in Edmonton Fünfte und siegte zusammen mit Constantina Tomescu und Nuța Olaru in der Mannschaftswertung. 2006 gewann Botezan die 20 van Alphen. Außerdem erreichte sie im selben Jahr beim Paris-Marathon den vierten und beim Istanbul-Marathon den siebten Platz.
Bei einer Dopingkontrolle im Rahmen des Hamburg-Marathons im April 2007 wurde Botezan die verbotene Einnahme von Chlortalidon nachgewiesen. Daraufhin wurde sie im Oktober des Jahres mit einer zweijährigen Wettkampfsperre belegt. Nachdem sie zwischenzeitlich geheiratet und den Nachnamen Botezan-Prunduș angenommen hatte, wurde sie 2009 Mutter einer Tochter. 2011 wagte die Sportlerin von Universitatea Cluj ein Comeback und konnte dank ihrer Sponsoren an den Sommer-Militärweltspielen in Rio de Janeiro teilnehmen, wo sie im 5000-Meter-Lauf den 12. Rang mit 17:35,85 min belegte.
Mihaela Botezan ist 1,62 m groß und wiegt 49 kg.

## Bestleistungen
- 3000 m: 9:02,61 min, 21. Juni 2003, Florenz
- 5000 m: 15:08,78 min, 24. Juni 2001, Bremen
- 10.000 m: 31:11,24 min, 27. August 2004, Athen
- Halbmarathon:  1:09:24 h, 5. Mai 2002, Brüssel
- Marathon: 2:25:32 h, 13. April 2003, London